# 生越嘉治
生越 嘉治（おごせ よしはる、1928年(昭和3年) - ）は、日本の教育者、文筆家。

## 来歴
徳島県生まれ。早稲田大学卒業。成城学園初等学校教諭を経て、教育雑誌編集長、日本児童劇作の会会長、厚生省中央児童福祉審議会委員。
児童劇の指導、古典の再話などを行う。

## 編著書
- 『たのしい劇あそび』（あすなろ書房） 1980
- 『クラス全員が出演できる創作劇』（編、あすなろ書房） 1982
- 『クラス全員が出演できる童謡劇』（編著、あすなろ書房） 1983
- 『劇あそびの研究 豊かなコミュニケーションを求めて』（明治図書出版、シリーズ・これからの幼児教育） 1983
- 『年齢別豊かなことばを育てる劇あそび 3～5歳』（編著、明治図書出版） 1984
- 『名作童話劇 クラス全員が出演できる どの子にもセリフがある』（あすなろ書房） 1984
- 『イソップ・劇とミュージカル クラス全員が出演できるどの子にもセリフがある』（編、あすなろ書房） 1986
- 『こども・ミュージカル・世界名作 クラス全員が出演できる どの子にもせりふがある』（あすなろ書房） 1987
- 『こども・ミュージカル・マザーグース クラス全員が出演できる どの子にもセリフがある』（あすなろ書房） 1987
- 『年中行事の劇』（あすなろ書房） 1989
- 『年中行事に生かす昔話』（あすなろ書房） 1990
- 「小学校劇の本 クラス全員が出演できるどの子にもセリフがある」全6巻（あすなろ書房） 1999

1. 『1～2年生の劇の本 Ⅰ』
2. 『1～2年生の劇の本 Ⅱ』
3. 『3～4年生の劇の本 Ⅰ』
4. 『3～4年生の劇の本 Ⅱ』
5. 『5～6年生の劇の本 Ⅰ』
6. 『5～6年生の劇の本 Ⅱ』

- 「小学生のための「正しい日本語」トレーニング」全3巻（あすなろ書房） 2000

1. 『初級編』
2. 『中級編』
3. 『上級編』

- 「小学生のための「文章の書き方」トレーニング」全3巻（あすなろ書房） 2001

1. 『初級編』
2. 『中級編』
3. 『上級編』

- 「話し合いと発表力トレーニング」（あすなろ書房） 2003

1. 『意見発表トレーニング』
2. 『言葉づかい(敬語力)トレーニング』
3. 『話し合い(説得力)トレーニング』

### 再話
- 「三国志 子ども版」全10巻（西村達馬絵、あすなろ書房） 1990 - 1991

1. 『三人のかたい約束』
2. 『戦いのうずをくぐって』
3. 『さかまく黄河』
4. 『竜をむかえる』
5. 『赤壁の大勝利』
6. 『三つどもえのあらそい』
7. 『蜀の国をしたがえる』
8. 『ああ、白帝城』
9. 『ふしぎの国の大戦争』
10. 『五丈原に星おちて』

- 「里見八犬伝 ジュニア版」全10巻（滝沢馬琴原作、西村達馬絵、あすなろ書房） 1994 - 1995

1. 『とびちった八つの玉』
2. 『ふしぎな刀のゆくえ』
3. 『玉をもった勇士たち』
4. 『おどる美少女のひみつ』
5. 『ほらあなの中の怪物』
6. 『犬士、はなればなれに』
7. 『力を合わせて戦えば』
8. 『怪力少年がやってきた』
9. 『古だぬきの化けの皮』
10. 『それゆけ八犬士!』

- 『平家物語』全10巻（佐藤やゑ子絵、あすなろ書房） 1996 - 1997

1. 『赤旗白旗の巻』
2. 『平家栄華の巻』
3. 『源九郎義経の巻』
4. 『鬼界が島の巻』
5. 『宇治橋合戦の巻』
6. 『倶利伽羅の巻』
7. 『六波羅炎上の巻』
8. 『奇襲一の谷の巻』
9. 『壇の浦落日の巻』
10. 『祇園精舎の巻』

### 共編著
- 『学芸会 企画から反省まで』（斎田喬共編、牧書店） 1956
- 『クラス全員が出演できる民話劇』（永井鱗太郎共著、あすなろ書房） 1975
- 『クラス全員が出演できる名作劇』（永井鱗太郎共著、あすなろ書房） 1977